# Estnische Badmintonmeisterschaft 1996
Die Estnische Badmintonmeisterschaft 1996 fand im Februar 1996 in Tallinn statt. Es war die 32. Austragung der Titelkämpfe.

## Medaillengewinner
| Disziplin    | Gold                                                         | Silber                                                         | Bronze                                      |
| ------------ | ------------------------------------------------------------ | -------------------------------------------------------------- | ------------------------------------------- |
| Herreneinzel | Heiki Sorge, Tartu Vanalinna SpK                             | Einar Veede, Tartu Vanalinna SpK                               | Aigar Tõnus, Tallinn                        |
| Dameneinzel  | Kelli Vilu, Tallinna NSK                                     | Kairi Saks, Tallinna NSK                                       | Kati Kraaving, Tallinna NSK                 |
| Herrendoppel | Einar Veede Raul Tikk, Tartu Vanalinna SpK                   | Heiki Sorge Meelis Maiste, Tartu Vanalinna SpK / SPK Saku Sulg | Jaanus Ots Tanel Kaart, Tartu Vanalinna SpK |
| Damendoppel  | Kelli Vilu Kati Kraaving, Tallinna NSK                       | Terje Lall Piret Kärt, Tartu Vanalinna SpK                     | Mare Pedanik Katrin Aru, Tallinna NSK       |
| Mixed        | Einar Veede Mare Pedanik, Tartu Vanalinna SpK / Tallinna NSK | Heiki Sorge Piret Kärt, Tartu Vanalinna SpK                    | Erko Karing Kelli Vilu, Tallinna NSK        |